# Keszeli Ferenc
Keszeli Ferenc, František Keszeli (Pozsony, 1947. április 14. –) felvidéki magyar költő, író, újságíró, műfordító.

## Élete
Keszeli Ferenc és Pozsonyi Júlia gyermekeként született.
Karrierje kezdetén segédmunkásként dolgozott. 1964 óta jelennek meg versei, novellái, riportjai. 1965-1966 között a galántai járási lap munkatársa, valamint a Hét riportere volt. 1966-tól1968-ig szabadúszó volt. 1968-1976 között az Új Ifjúság riportere, 1976-1990 között ismét a Hét munkatársa volt. 1989-től 1992-ig a pozsonyi Magyar Kulturális Központ munkatársaként dolgozott. 1990-1995 között a Nap főmunkatársa volt. 1990-től 2008-ig a Magyar Távirati Iroda pozsonyi tudósítója.

## Magánélete
1967-ben feleségül vette Hanzel Ilonát. Egy fiuk született, Balázs (1977).

## Művei
- Ostromlétra (versek, 1972)
- Kajla Fülöp kalandjai (mesék, 1986)
- Hókuszpókusz (gyermekversek, 1987)
- Kis állatkert. Mit mondunk a szárnyasokról (1987)
- Zátony a bárkán (versek, 1988)
- Szóhancúr (gyermekversek, 1990)
- Furafalvi kajlaságok (versek, mesék, 2000)
- Pozsony... Anno... Századfordulós évtizedek, hangulatok, képes levelezőlapokon (2004)
- Génregény. Szkukálek Lajos festményei, Keszeli Ferenc versei; Méry Ratio, Somorja, 2006
- A provincia kupolája. Hatályon túli magyar versek; Méry Ratio, Somorja, 2006

## Műfordításai
- D. Kužel: Kitérő egyenesek (elbeszélés, Pozsony, 1971)

## Díjai
- A Szlovák Irodalmi Alap Nívódíja (1989)
- A Magyar Köztársaság Arany Érdemkeresztje (2001)
- Táncsics Mihály-díj (2002)
- A Magyar Érdemrend lovagkeresztje (2014)